# Алон Вайсберг
Алон Вайсберг (івр. אלון ויסברג, ; нар. 26 квітня 1989) — ізраїльський футболіст, нападник.

## Життєпис
Народився в УРСР, але в 6-місячному віці разом з батьками емігрував до Ізраїля. Футболом розпочав займатися в юнацькій команді «Хапоель» (Беер-Шева), а в 2005 році перейшов до «Маккабі» (Нетанья). За першу команду клубу з Нетаньї дебютував 2 січня 2007 року в поєдинку Кубку Тото проти тель-авівського «Маккабі», в цьому матчі Алон відзначився 2-ма голами.
Вайсберг боровся за місце в основному складу «Маккабі» (Нетанья), але програв конкуренцію, тому тривалий період часу виступав в оренді в клубах з Ліги Леуміт: «Хакоах-Амідар» (Рамат-Ган), «Маккабі Іроні» (Бат-Ям), «Маккабі Іроні» (Кфар-Йона) та «Хапоель» (Герцлія).
У червні 2011 року залишив Ізраїль та переїхав до України. Спочатку проходив перегляд у київському «Арсеналі», але до підписання контракту справа не дійшла. Ще в червні в складі «Арсеналу» зіграв контрольний поєдинок проти «Кримтеплиці», де він справив на кримський клуб хороше враження, тому його контракт за 100 000 євро викупила першолігова «Кримтеплиця» (смт Молодіжне). Алон став першим футболістом в історії розіграшів чемпіонатів України. Дебютував за «кримців» 17 липня 2011 року в програному (0:2) домашньому поєдинку 1-го туру Першої ліги проти ПФК «Севастополь». Вайсберг вийшов на поле в стартовому складі, а на 86-й хвилині його замінив Редван Мемешев. У футболці «Кримтеплиці» провів 2 поєдинки. У серпні 2012 року тренувався з полтавською «Ворсклою», але отримав важку травму й пропустив сезон 2012/13 років.
У грудні 2013 року підписав контракт з «Хапоель Катамоном» (Єрусалим) з Ліги Леуміт. А наступний сезон відіграв у Лізі Алеф у футболці «Маккабі Кабіліо Джаффа».

## Статистика виступів

### Клубна
(Станом на січень 2014 року)
| Клуб                                 | Сезон   | Ліга  | Ліга | Ліга   | Кубок | Кубок | Кубок  | Кубок Тото | Кубок Тото | Кубок Тото | Європа | Європа | Європа | Загалом | Загалом | Загалом |
| Клуб                                 | Сезон   | Матчі | Голи | Асисти | Матчі | Голи  | Асисти | Матчі      | Голи       | Асисти     | Матчі  | Голи   | Асисти | Матчі   | Голи    | Асисти  |
| ------------------------------------ | ------- | ----- | ---- | ------ | ----- | ----- | ------ | ---------- | ---------- | ---------- | ------ | ------ | ------ | ------- | ------- | ------- |
| «Маккабі» (Нетанья)                  | 2006–07 | 0     | 0    | 0      | 0     | 0     | 0      | 2          | 2          | 0          | 0      | 0      | 0      | 2       | 2       | 0       |
| «Маккабі» (Нетанья)                  | 2007–08 | 1     | 0    | 0      | 0     | 0     | 0      | 2          | 0          | 0          | 0      | 0      | 0      | 3       | 0       | 0       |
| «Маккабі» (Нетанья)                  | 2008–09 | 0     | 0    | 0      | 0     | 0     | 0      | 0          | 0          | 0          | 0      | 0      | 0      | 0       | 0       | 0       |
| «Хакоах-Амідар» (Рамат-Ган) (оренда) | 2008–09 | 2     | 0    | 0      | 1     | 0     | 0      | 0          | 0          | 0          | 0      | 0      | 0      | 3       | 0       | 0       |
| «Маккабі» (Нетанья)                  | 2009–10 | 1     | 0    | 0      | 0     | 0     | 0      | 6          | 1          | 0          | 2      | 0      | 0      | 9       | 1       | 0       |
| «Маккабі Іроні» (Бат-Ям) (оренда)    | 2009–10 | 2     | 0    | 0      | 0     | 0     | 0      | 0          | 0          | 0          | 0      | 0      | 0      | 2       | 0       | 0       |
| «Маккабі Іроні» (Кфар-Йона) (оренда) | 2009–10 | 10    | 1    | 1      | 0     | 0     | 0      | 0          | 0          | 0          | 0      | 0      | 0      | 10      | 1       | 1       |
| «Хапоель» (Герцлія) (оренда)         | 2010–11 | 12    | 2    | 1      | 0     | 0     | 0      | 2          | 0          | 0          | 0      | 0      | 0      | 14      | 2       | 1       |
| «Кримтеплиця» (Молодіжне)            | 2011–12 | 2     | 0    | 0      | 0     | 0     | 0      | 0          | 0          | 0          | 0      | 0      | 0      | 2       | 0       | 0       |
| «Хапоель Катамон» (Єрусалим)         | 2013-14 | 9     | 0    | 0      | 1     | 0     | 0      | 0          | 0          | 0          | 0      | 0      | 0      | 10      | 0       | 0       |
| «Маккабі Кабіліо Джаффа»             | 2014-15 | 8     | 0    | 0      | 1     | 0     | 0      | 0          | 0          | 0          | 0      | 0      | 0      | 9       | 0       | 0       |
| Кар'єра                              | Кар'єра | 47    | 3    | 2      | 3     | 0     | 0      | 12         | 3          | 0          | 2      | 0      | 0      | 64      | 6       | 2       |